# Diodelaser

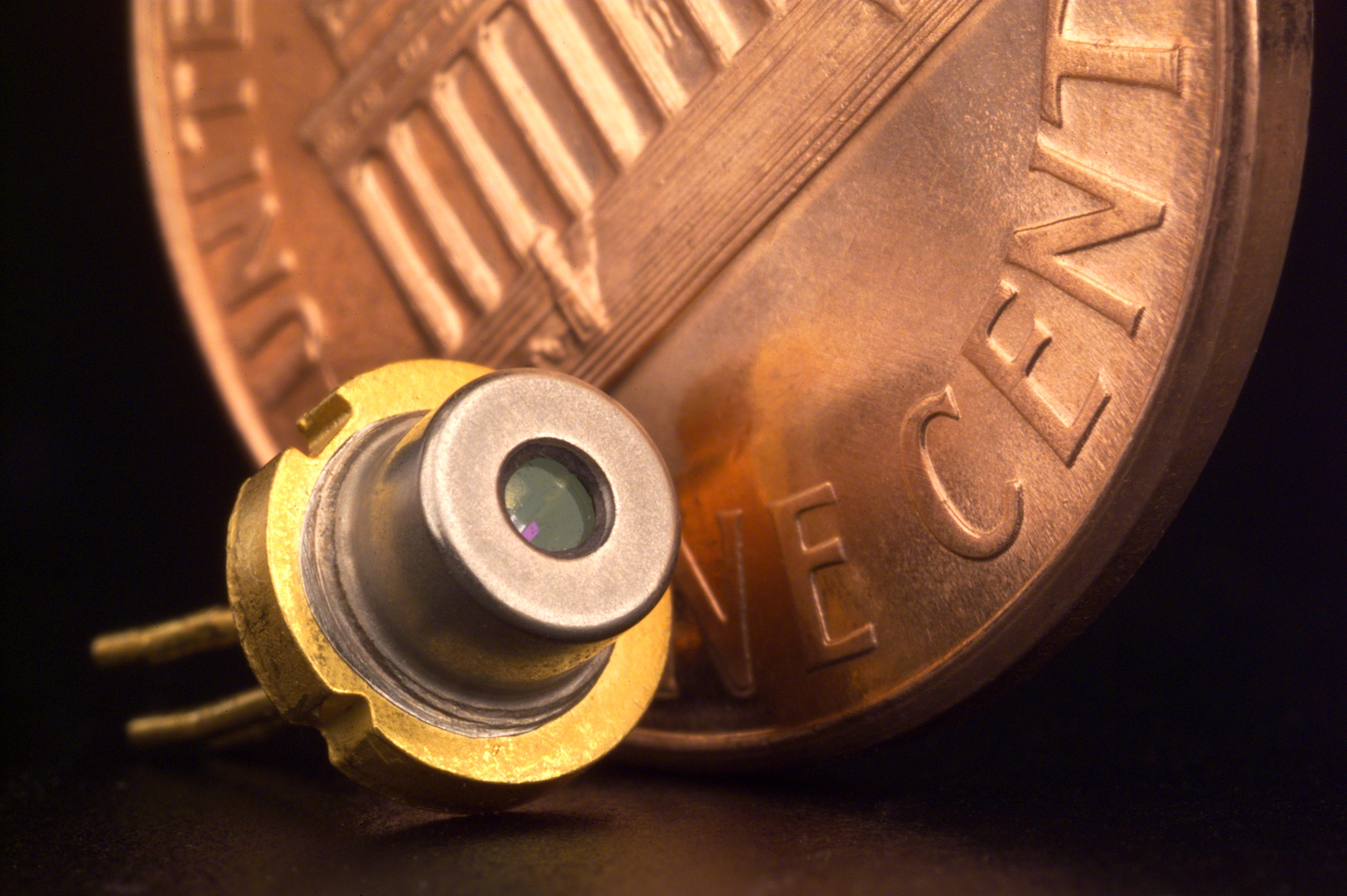
Een laserdiode met een dollarcent voor de schaal

Een  diodelaser , ook wel laserdiode genoemd, is een laser waarbij het actieve medium een halfgeleider is, vergelijkbaar met het type dat gebruikt wordt in een led.
Het meest voorkomende en praktische type is gemaakt van p-n combinatie halfgeleiders gevoed met geïnjecteerde elektrische stroom. Dit type wordt meestal geïnjecteerde diodelaser genoemd om ze te onderscheiden van optisch gepompte diode lasers die eenvoudiger te produceren zijn.

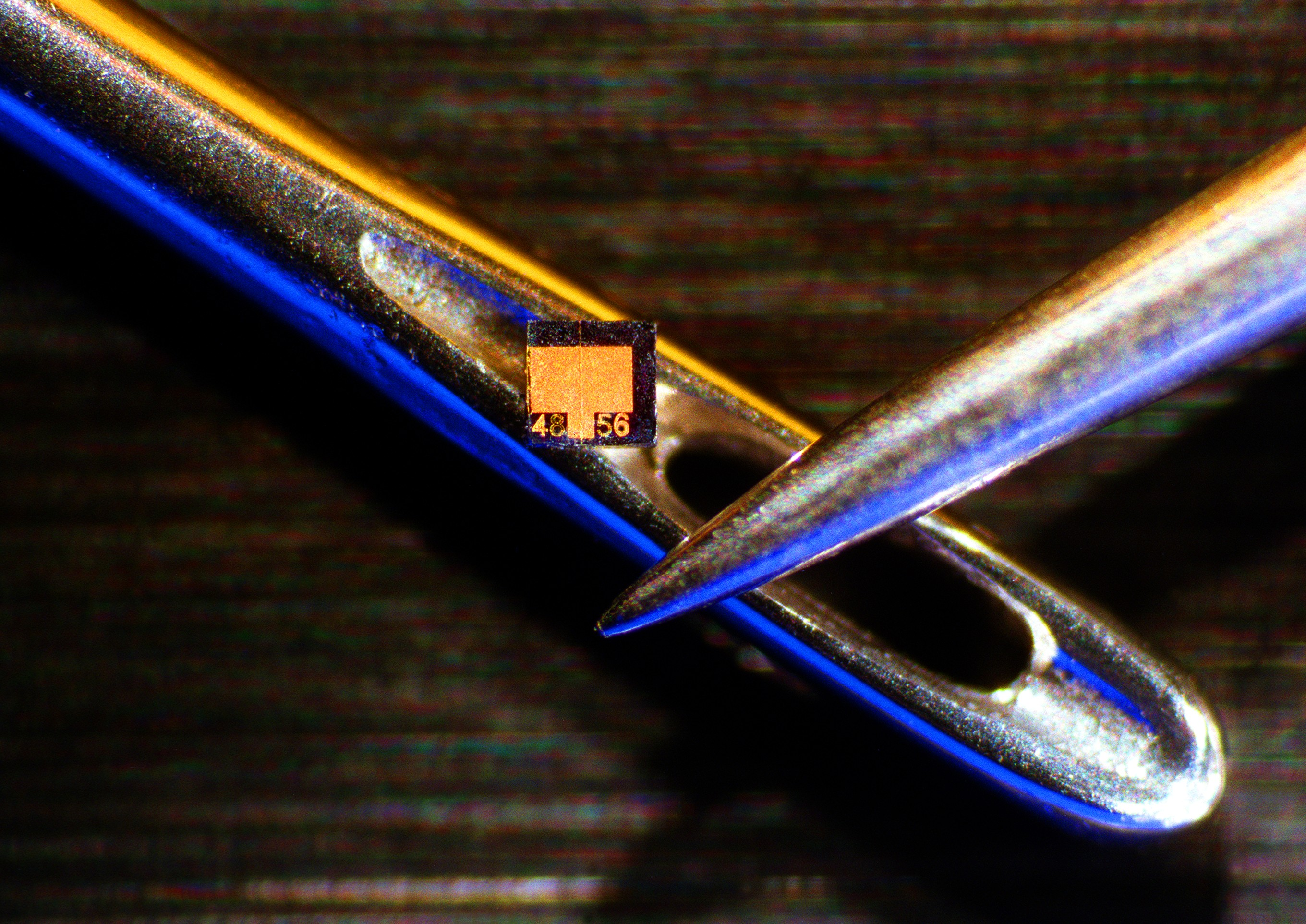
De diodelaser chip (voor de schaal nu op het oog van een naald)

Laserdiodes worden onder andere toegepast in compact disc-spelers en vrijwel alle andere optische opslagmedia.